# Selección de fútbol de Bermudas
La selección de fútbol de Bermudas es el representativo nacional de esta isla. Es controlada por la Asociación de Fútbol de Bermudas, afiliada a la CONCACAF y a la FIFA desde 1962.
Bermudas clasificó a su primer torneo internacional hasta 2019 cuando logró clasificarse a su primera Copa Oro. También se distinguió en los Juegos Panamericanos de Winnipeg en 1967 donde obtuvo la medalla de plata. También se hizo con el bronce en los Juegos Centroamericanos y del Caribe de 1974 y 1978.

## Historia

### De 1964 a 1992
Bermudas jugó su primer encuentro internacional, el 10 de agosto de 1964, ante Islandia de visita en Reikiavik, partido que concluyó con una victoria apretada de los islandeses 4:3. Algunos años más tarde disputó la V edición de los Juegos Panamericanos de Winnipeg, torneo donde sorprendió al acceder a la final, siendo derrotada por México, 4:0. En 1968 participó por primera vez en las clasificatorias al Mundial de 1970, bajo la batuta del alemán Rudi Gutendorf, en el grupo 1 de la primera ronda, emparejada junto a las selecciones de la zona norteamericana, Estados Unidos y Canadá. Solo consiguió empatar sin goles ante Canadá en Hamilton, despidiéndose prematuramente de las eliminatorias. La década del sesenta finalizaría con una eliminación a manos de México, en la ronda preliminar del Campeonato Concacaf de 1969 aunque Bermudas, después de haber perdido 3:0 en Ciudad de México, logró derrotar a los Aztecas 2:1 en Hamilton, el 2 de noviembre de 1969, con goles de Albert Dowling y George Brangman.
Los años '70 comenzarían con una nueva eliminación en la fase preliminar del Campeonato Concacaf de 1971, siempre a manos de México, que se impuso cómodamente con un resultado global de 6:0. En esta década la selección de Bermudas logró ganar dos medallas de bronce consecutivas en los Juegos Centroamericanos y del Caribe de 1974 y 1978. La década del '80 no fue muy significativa para los Gombey Warriors ya que solo participaron en la XIII edición de los Juegos Centroamericanos y del Caribe de La Habana, en 1982, torneo donde se quedaron ad portas del podio al alcanzar el 4.º lugar. No volverían a disputar los Juegos desde esa fecha.
Por otro lado, entre 1967 y 1987, la selección de Bermudas disputó varios encuentros de clasificación al torneo olímpico de fútbol en la zona de Norteamérica, enfrentando a las selecciones amateur de Canadá, Estados Unidos y México, aunque nunca pudo acceder a la fase final. En este período conoció algunas de sus peores derrotas como el 6:0 que Canadá le propinó el 8 de mayo de 1983 o la derrota por 8:0 ante México, el 13 de mayo de 1987.

### De 1992 a 2013
Ausente entre 1972 y 1992 de las eliminatorias mundialistas, Bermudas regresó al torneo preliminar de 1994 donde eliminó a Haití en primera ronda gracias a la regla del gol de visitante, luego de imponerse 1:0 en Hamilton (gol de Shaun Goater) y caer 2:1 en Puerto Príncipe. Avanzó a la segunda fase, en el grupo B, encuadrada con Jamaica, Canadá y El Salvador. Finalizó en el último lugar con 4 puntos aunque consiguió, el 18 de octubre de 1992, una victoria histórica 1:0 contra la Selecta, fruto de un gol de Kyle Lightbourne. En las clasificatorias al Mundial de 1998, Bermudas se retiró sin jugar ante Trinidad y Tobago en la primera ronda.
Los Gombey Warriors regresarían cuatro años más tarde con motivo de las eliminatorias al Mundial de 2002 donde eliminaron en primera ronda a Islas Vírgenes Británicas por 5:1 y 9:0, antes de caer en la siguiente fase, apeados por Antigua y Barbuda, que se impuso merced a la regla del gol de visitante luego de empatar 0:0 en Saint John's y 1:1 en Hamilton. En el torneo preliminar rumbo al Mundial de 2006, Bermudas consiguió su mayor victoria al golear por 13:0 a Montserrat, el 29 de febrero de 2004, en Hamilton. Posteriormente fue eliminada por El Salvador que se impuso con apuros 2:1 en San Salvador para luego empatar 2:2 en Hamilton. En el proceso de clasificación rumbo al Mundial de 2010, Bermudas eliminó a Islas Caimán en la primera ronda con un resultado global de 4:1. Pero fue apeada en la siguiente ronda por Trinidad y Tobago con un marcador global de 3:2 aunque Bermudas logró una victoria a domicilio, en Macoya, el 15 de junio de 2008, ante los Soca Warriors (1:2), con doblete del delantero John Nusum. En las eliminatorias al Mundial de 2014, Bermudas entró directamente a la segunda ronda en el grupo B, junto a sus pares de Guyana, Trinidad y Tobago y Barbados. Aunque volvió a derrotar a Trinidad y Tobago (2:1) en Prospect, solo pudo acabar tercera del grupo con 10 puntos, sin opciones de avanzar a la tercera ronda.
Por otra parte, a partir de 1997, Bermudas comenzó a disputar con regularidad la fase eliminatoria de la Copa del Caribe (salvo en 2001 y 2010) aunque jamás consiguió acceder a la ronda final. Su mejor desempeño ocurrió en el torneo de 2007 donde avanzó a la segunda ronda eliminatoria.
En julio de 2013, Bermudas se alzó con la medalla de oro en los Juegos de las Islas 2013, celebrados en Hamilton. Cabe precisar que esta competición carece de carácter oficial porque participan selecciones no reconocidas por la FIFA. 

### A partir de 2015: Clasificación histórica a laCopa Oro de la Concacaf
En 2015 Bermudas participó de la Eliminatorias al Mundial de 2018 donde se enfrentaría ante Bahamas a quien derrotó en los dos partidos de ida y vuelta por 5:0 así mismo pasando a la Segunda Ronda ya allí se enfrentan a Guatemala en el primer partido lograron conseguir un empate de 0-0 pero en el partido de vuelta cayeron por 1-0 sin chances de poder llegar a la Tercera Ronda. 
En 2016 Bermudas regresaría a la Copa del Caribe tras a verse  ausentado en 2014 comenzó debutando su primer partido ante Cuba donde perdió por 2-1 ya para su segundo encuentro logró vencer por 2-1 a Guayana Francesa pudiendo pasar con lo justo a la Segunda Ronda allí se enfrentó a República Dominicana y perdió por 2-1 y luego volvió a enfrentar Guayana Francesa donde cayeron por 3-0 quedando eliminados directamente de la copa.
En 2019, Bermudas ingresó en el nuevo torneo de clasificación hacía la Liga de Naciones de la Concacaf 2019-20 en donde se clasificarían entre sí las selecciones del área a las respectivas ligas del torneo mencionado y se repartirían cupos para la Copa Oro de 2019, Bermudas hizo historia al clasificarse ala Liga A de la competición y por consiguiente a su primera Copa Oro de la Concacaf de su historia en donde podrá enfrentarse a rivales de mayor nivel futbolístico como lo son México y Estados Unidos en ambos torneos.

## Últimos partidos y próximos encuentros
Actualizado al último partido jugado el 10 de junio de 2025
| Fecha      | Ciudad             | Local             | Resultado | Visitante         | Competición                     |
| ---------- | ------------------ | ----------------- | --------- | ----------------- | ------------------------------- |
| 10-09-2024 | Piggotts           | Antigua y Barbuda | 0:1       | Bermudas          | Liga Naciones Concacaf 24/25    |
| 12-10-2024 | Hamilton           | Bermudas          | 6:1       | Dominica          | Liga Naciones Concacaf 24/25    |
| 15-10-2024 | Devonshire         | Dominica          | 2:3       | Bermudas          | Liga Naciones Concacaf 24/25    |
| 16-11-2024 | Santiago Caballero | Bermudas          | 2:1       | Antigua y Barbuda | Liga Naciones Concacaf 24/25    |
| 19-11-2024 | Santiago Caballero | Rep. Dominicana   | 6:1       | Bermudas          | Liga Naciones Concacaf 24/25    |
| 21-03-2025 | Devonshire         | Bermudas          | 3:5       | Honduras          | Clasificación Copa Oro 2025     |
| 25-03-2025 | Tegucigalpa        | Honduras          | 2:0       | Bermudas          | Clasificación Copa Oro 2025     |
| 04-06-2025 | Hamilton           | Bermudas          | 5:0       | Islas Caimán      | Clasificación Copa Mundial 2026 |
| 10-06-2025 | Santiago de Cuba   | Cuba              | 1:2       | Bermudas          | Clasificación Copa Mundial 2026 |
| -09-2025   | Hamilton           | Bermudas          | -:-       | Jamaica           | Clasificación Copa Mundial 2026 |
| -09-2025   | Willemstad         | Curazao           | -:-       | Bermudas          | Clasificación Copa Mundial 2026 |
| -10-2025   | Hamilton           | Bermudas          | -:-       | Trinidad y Tobago | Clasificación Copa Mundial 2026 |
| -10-2025   | Kingston           | Jamaica           | -:-       | Bermudas          | Clasificación Copa Mundial 2026 |
| -11-2025   | Hamilton           | Bermudas          | -:-       | Curazao           | Clasificación Copa Mundial 2026 |
| -11-2025   | Puerto España      | Trinidad y Tobago | -:-       | Bermudas          | Clasificación Copa Mundial 2026 |

## Jugadores

### Última convocatoria
Lista de jugadores para disputar la Liga de Naciones de la Concacaf 2022-23 ante Guyana y Haití del 25 al 28 de marzo de 2023.
| No. | Pos. | Jugador                | Fecha de nacimiento (edad)         | Apa. | Goles | Club                              |
| --- | ---- | ---------------------- | ---------------------------------- | ---- | ----- | --------------------------------- |
|     | POR  | Dale Eve               | 9 de febrero de 1995 (30 años)     | 25   | 0     | Hereford                          |
|     | POR  | Jahquil Hill           | 15 de enero de 1997 (28 años)      | 9    | 0     | Robin Hood                        |
|     | POR  | Detre Bell             | 8 de marzo de 1997 (28 años)       | 4    | 0     | North Village Rams                |
|     | POR  | Quinaceo Hunt          | 21 de enero de 2000 (25 años)      | 1    | 0     | Pickering Town                    |
|     |      |                        |                                    |      |       |                                   |
|     | DEF  | Dante Leverock         | 11 de abril de 1992 (33 años)      | 34   | 7     | Robin Hood                        |
|     | DEF  | Oliver Harvey          | 28 de agosto de 1993 (31 años)     | 17   | 1     | North Village Rams                |
|     | DEF  | Daren Usher            | 7 de diciembre de 1995 (29 años)   | 9    | 0     | PHC Zebras                        |
|     | DEF  | Richard Jones Jr.      | 7 de diciembre de 2000 (24 años)   | 7    | 0     | Hartley Wintney                   |
|     | DEF  | Daniel Cook            | 6 de octubre de 2003 (21 años)     | 3    | 0     | Robin Hood                        |
|     | DEF  | Mical Hardtman         | 20 de noviembre de 2000 (24 años)  | 0    | 0     | Southern Indiana Screaming Eagles |
|     | DEF  | Edry Moore             | 28 de marzo de 2000 (25 años)      | 0    | 0     | Dandy Town Hornets                |
|     | DEF  | Nzari Paynter          | 7 de octubre de 1999 (25 años)     | 0    | 0     | St. George's                      |
|     |      |                        |                                    |      |       |                                   |
|     | MED  | Reggie Lambe           | 4 de febrero de 1991 (34 años)     | 46   | 10    | AFC Sudbury                       |
|     | MED  | Roger Lee              | 1 de julio de 1991 (33 años)       | 33   | 0     | Barwell                           |
|     | MED  | Willie Clemons         | 24 de septiembre de 1994 (30 años) | 31   | 3     | Braintree Town                    |
|     | MED  | Milan Butterfield      | 24 de enero de 1998 (27 años)      | 12   | 0     | Alfreton Town                     |
|     | MED  | Thomas Ken             | 24 de octubre de 2000 (24 años)    | 5    | 4     | PHC Zebras                        |
|     | MED  | Dylan Kevin            | 24 de octubre de 2000 (24 años)    | 26   | 11    | F. C. Flora Tallin                |
|     | MED  | Luke Robinson          | 20 de octubre de 1998 (26 años)    | 5    | 0     | Worthing                          |
|     | MED  | Azende Furbert         | 18 de marzo de 1998 (27 años)      | 2    | 0     | Dandy Town Hornets                |
|     | MED  | Riley Robinson         | 9 de febrero de 2005 (20 años)     | 1    | 0     | BAA Wanderers                     |
|     |      |                        |                                    |      |       |                                   |
|     | DEL  | Lejaun Simmons         | 7 de abril de 1993 (32 años)       | 31   | 8     | Robin Hood                        |
|     | DEL  | Nahki Wells            | 1 de junio de 1990 (35 años)       | 25   | 17    | Bristol City                      |
|     | DEL  | Jonté Smith            | 10 de julio de 1994 (30 años)      | 16   | 2     | Sin equipo                        |
|     | DEL  | Keishon Bean           | 19 de febrero de 2000 (25 años)    | 9    | 0     | PHC Zebras                        |
|     | DEL  | Kole Hall              | 22 de agosto de 1998 (26 años)     | 6    | 1     | Chester                           |
|     | DEL  | Enrique Russell        | 5 de febrero de 2000 (25 años)     | 6    | 1     | PHC Zebras                        |
|     | DEL  | Knory Scott            | 6 de junio de 1999 (26 años)       | 6    | 1     | Hastings United                   |
|     | DEL  | Djair Parfitt-Williams | 1 de octubre de 1996 (28 años)     | 3    | 0     | Ilves                             |
|     | DEL  | Deniche Hill           | 11 de marzo de 2004 (21 años)      | 1    | 0     | Brooke House College              |

## Entrenadores
- Graham Adams (1964-1967)
- Rudi Gutendorf (1968)
- Bernd Fischer (1969-1972)[17]
- Roderick Burchall (1976-1983)
- Roderick Burchall (1987)[18]
- Gary Darrell (1983-1992)
- Burkhard Ziese (1993–1997)
- Clyde Best (1998–1999)
- Robert Calderon (2000)
- Mark Trott (2001)
- Kenny Thompson (2002–2004)
- Kyle Lightbourne (2005-2007)
- Keith Tucker (2008)
- Kenny Thompson (2009)
- Devarr Boyles (2010-2011)
- Andrew Bascome (2012-2016)
- Kyle Lightbourne (2017)
- Devarr Boyles (2017)
- Andrew Bascome (2012-2017)
- Kyle Lightbourne (2017-2023)
- Michael Findlay (2023-presente)

## Estadísticas

### Copa Mundial FIFA
| Copa Mundial FIFA | Copa Mundial FIFA       | Copa Mundial FIFA       | Copa Mundial FIFA       | Copa Mundial FIFA       | Copa Mundial FIFA       | Copa Mundial FIFA       | Copa Mundial FIFA       |
| Año               | Ronda                   | J                       | G                       | E                       | P                       | GF                      | GC                      |
| ----------------- | ----------------------- | ----------------------- | ----------------------- | ----------------------- | ----------------------- | ----------------------- | ----------------------- |
| 1930 - 1958       | No existía la selección | No existía la selección | No existía la selección | No existía la selección | No existía la selección | No existía la selección | No existía la selección |
| 1966              | No participó            | No participó            | No participó            | No participó            | No participó            | No participó            | No participó            |
| 1970              | No clasificó            | No clasificó            | No clasificó            | No clasificó            | No clasificó            | No clasificó            | No clasificó            |
| 1974              | No participó            | No participó            | No participó            | No participó            | No participó            | No participó            | No participó            |
| 1978              | No participó            | No participó            | No participó            | No participó            | No participó            | No participó            | No participó            |
| 1982              | No participó            | No participó            | No participó            | No participó            | No participó            | No participó            | No participó            |
| 1986              | No participó            | No participó            | No participó            | No participó            | No participó            | No participó            | No participó            |
| 1990              | No participó            | No participó            | No participó            | No participó            | No participó            | No participó            | No participó            |
| 1994              | No clasificó            | No clasificó            | No clasificó            | No clasificó            | No clasificó            | No clasificó            | No clasificó            |
| 1998              | Se retiró               | Se retiró               | Se retiró               | Se retiró               | Se retiró               | Se retiró               | Se retiró               |
| 2002              | No clasificó            | No clasificó            | No clasificó            | No clasificó            | No clasificó            | No clasificó            | No clasificó            |
| 2006              | No clasificó            | No clasificó            | No clasificó            | No clasificó            | No clasificó            | No clasificó            | No clasificó            |
| 2010              | No clasificó            | No clasificó            | No clasificó            | No clasificó            | No clasificó            | No clasificó            | No clasificó            |
| 2014              | No clasificó            | No clasificó            | No clasificó            | No clasificó            | No clasificó            | No clasificó            | No clasificó            |
| 2018              | No clasificó            | No clasificó            | No clasificó            | No clasificó            | No clasificó            | No clasificó            | No clasificó            |
| 2022              | No clasificó            | No clasificó            | No clasificó            | No clasificó            | No clasificó            | No clasificó            | No clasificó            |
| 2026              | Por disputarse          | Por disputarse          | Por disputarse          | Por disputarse          | Por disputarse          | Por disputarse          | Por disputarse          |
| 2030              | Por disputarse          | Por disputarse          | Por disputarse          | Por disputarse          | Por disputarse          | Por disputarse          | Por disputarse          |
| 2034              | Por disputarse          | Por disputarse          | Por disputarse          | Por disputarse          | Por disputarse          | Por disputarse          | Por disputarse          |
| Total             | 0/22                    | -                       | -                       | -                       | -                       | -                       | -                       |

### Copa de Oro de la Concacaf
| Copa de Oro de la Concacaf | Copa de Oro de la Concacaf | Copa de Oro de la Concacaf | Copa de Oro de la Concacaf | Copa de Oro de la Concacaf | Copa de Oro de la Concacaf | Copa de Oro de la Concacaf | Copa de Oro de la Concacaf |
| Año                        | Ronda                      | J                          | G                          | E                          | P                          | GF                         | GC                         |
| -------------------------- | -------------------------- | -------------------------- | -------------------------- | -------------------------- | -------------------------- | -------------------------- | -------------------------- |
| 1963                       | No participó               | No participó               | No participó               | No participó               | No participó               | No participó               | No participó               |
| 1965                       | No participó               | No participó               | No participó               | No participó               | No participó               | No participó               | No participó               |
| 1967                       | No participó               | No participó               | No participó               | No participó               | No participó               | No participó               | No participó               |
| 1969                       | No clasificó               | No clasificó               | No clasificó               | No clasificó               | No clasificó               | No clasificó               | No clasificó               |
| 1971                       | No clasificó               | No clasificó               | No clasificó               | No clasificó               | No clasificó               | No clasificó               | No clasificó               |
| 1973                       | No participó               | No participó               | No participó               | No participó               | No participó               | No participó               | No participó               |
| 1977                       | No participó               | No participó               | No participó               | No participó               | No participó               | No participó               | No participó               |
| 1981                       | No participó               | No participó               | No participó               | No participó               | No participó               | No participó               | No participó               |
| 1985                       | No participó               | No participó               | No participó               | No participó               | No participó               | No participó               | No participó               |
| 1989                       | No participó               | No participó               | No participó               | No participó               | No participó               | No participó               | No participó               |
| 1991                       | No participó               | No participó               | No participó               | No participó               | No participó               | No participó               | No participó               |
| 1993                       | No participó               | No participó               | No participó               | No participó               | No participó               | No participó               | No participó               |
| 1996                       | No participó               | No participó               | No participó               | No participó               | No participó               | No participó               | No participó               |
| 1998                       | No clasificó               | No clasificó               | No clasificó               | No clasificó               | No clasificó               | No clasificó               | No clasificó               |
| 2000                       | No clasificó               | No clasificó               | No clasificó               | No clasificó               | No clasificó               | No clasificó               | No clasificó               |
| 2002                       | Se retiró                  | Se retiró                  | Se retiró                  | Se retiró                  | Se retiró                  | Se retiró                  | Se retiró                  |
| 2003                       | No participó               | No participó               | No participó               | No participó               | No participó               | No participó               | No participó               |
| 2005                       | No clasificó               | No clasificó               | No clasificó               | No clasificó               | No clasificó               | No clasificó               | No clasificó               |
| 2007                       | No clasificó               | No clasificó               | No clasificó               | No clasificó               | No clasificó               | No clasificó               | No clasificó               |
| 2009                       | No clasificó               | No clasificó               | No clasificó               | No clasificó               | No clasificó               | No clasificó               | No clasificó               |
| 2011                       | No participó               | No participó               | No participó               | No participó               | No participó               | No participó               | No participó               |
| 2013                       | No clasificó               | No clasificó               | No clasificó               | No clasificó               | No clasificó               | No clasificó               | No clasificó               |
| 2015                       | No participó               | No participó               | No participó               | No participó               | No participó               | No participó               | No participó               |
| 2017                       | No clasificó               | No clasificó               | No clasificó               | No clasificó               | No clasificó               | No clasificó               | No clasificó               |
| 2019                       | Fase de grupos             | 3                          | 1                          | 0                          | 2                          | 4                          | 4                          |
| 2021                       | No clasificó               | No clasificó               | No clasificó               | No clasificó               | No clasificó               | No clasificó               | No clasificó               |
| 2023                       | No clasificó               | No clasificó               | No clasificó               | No clasificó               | No clasificó               | No clasificó               | No clasificó               |
| 2025                       | No clasificó               | No clasificó               | No clasificó               | No clasificó               | No clasificó               | No clasificó               | No clasificó               |
| Total                      | 1/28                       | 3                          | 1                          | 0                          | 2                          | 4                          | 4                          |

### Liga de Naciones de la Concacaf
| Liga de Naciones de la Concacaf | Liga de Naciones de la Concacaf | Liga de Naciones de la Concacaf | Liga de Naciones de la Concacaf | Liga de Naciones de la Concacaf | Liga de Naciones de la Concacaf | Liga de Naciones de la Concacaf | Liga de Naciones de la Concacaf | Liga de Naciones de la Concacaf | Liga de Naciones de la Concacaf |
| Año                             | L                               | G                               | Ronda                           | J                               | G                               | E                               | P                               | GF                              | GC                              |
| ------------------------------- | ------------------------------- | ------------------------------- | ------------------------------- | ------------------------------- | ------------------------------- | ------------------------------- | ------------------------------- | ------------------------------- | ------------------------------- |
| 2019-20                         | A                               | B                               | Tercer lugar                    | 4                               | 1                               | 0                               | 3                               | 5                               | 11                              |
| 2022-23                         | B                               | B                               | Tercer lugar                    | 6                               | 1                               | 1                               | 4                               | 7                               | 10                              |
| 2023-24                         | B                               | C                               | Tercer lugar                    | 6                               | 2                               | 2                               | 2                               | 8                               | 9                               |
| 2024-25                         | B                               | D                               | Segundo lugar                   | 6                               | 4                               | 0                               | 2                               | 15                              | 13                              |
| Total                           | Total                           | Total                           | 4/4                             | 22                              | 8                               | 3                               | 11                              | 35                              | 43                              |

## Torneos regionales de la CFU

### Copa del Caribe
| Copa del Caribe | Copa del Caribe | Copa del Caribe | Copa del Caribe | Copa del Caribe | Copa del Caribe | Copa del Caribe | Copa del Caribe |
| Año             | Ronda           | J               | G               | E               | P               | GF              | GC              |
| --------------- | --------------- | --------------- | --------------- | --------------- | --------------- | --------------- | --------------- |
| 1989            | No participó    | No participó    | No participó    | No participó    | No participó    | No participó    | No participó    |
| 1990            | No clasificó    | No clasificó    | No clasificó    | No clasificó    | No clasificó    | No clasificó    | No clasificó    |
| 1991            | No participó    | No participó    | No participó    | No participó    | No participó    | No participó    | No participó    |
| 1992            | No participó    | No participó    | No participó    | No participó    | No participó    | No participó    | No participó    |
| 1993            | No participó    | No participó    | No participó    | No participó    | No participó    | No participó    | No participó    |
| 1994            | No participó    | No participó    | No participó    | No participó    | No participó    | No participó    | No participó    |
| 1995            | No participó    | No participó    | No participó    | No participó    | No participó    | No participó    | No participó    |
| 1996            | No participó    | No participó    | No participó    | No participó    | No participó    | No participó    | No participó    |
| 1997            | No clasificó    | No clasificó    | No clasificó    | No clasificó    | No clasificó    | No clasificó    | No clasificó    |
| 1998            | No clasificó    | No clasificó    | No clasificó    | No clasificó    | No clasificó    | No clasificó    | No clasificó    |
| 1999            | No clasificó    | No clasificó    | No clasificó    | No clasificó    | No clasificó    | No clasificó    | No clasificó    |
| 2001            | Se retiró       | Se retiró       | Se retiró       | Se retiró       | Se retiró       | Se retiró       | Se retiró       |
| 2005            | No clasificó    | No clasificó    | No clasificó    | No clasificó    | No clasificó    | No clasificó    | No clasificó    |
| 2007            | No clasificó    | No clasificó    | No clasificó    | No clasificó    | No clasificó    | No clasificó    | No clasificó    |
| 2008            | No clasificó    | No clasificó    | No clasificó    | No clasificó    | No clasificó    | No clasificó    | No clasificó    |
| 2010            | No participó    | No participó    | No participó    | No participó    | No participó    | No participó    | No participó    |
| 2012            | No clasificó    | No clasificó    | No clasificó    | No clasificó    | No clasificó    | No clasificó    | No clasificó    |
| 2014            | No participó    | No participó    | No participó    | No participó    | No participó    | No participó    | No participó    |
| 2016            | No clasificó    | No clasificó    | No clasificó    | No clasificó    | No clasificó    | No clasificó    | No clasificó    |
| Total           | 0/19            | -               | -               | -               | -               | -               | -               |

### Juegos de las Islas
| Juegos de las Islas | Juegos de las Islas | Juegos de las Islas | Juegos de las Islas | Juegos de las Islas | Juegos de las Islas | Juegos de las Islas | Juegos de las Islas |
| Año                 | Ronda               | J                   | G                   | E                   | P                   | GF                  | GC                  |
| ------------------- | ------------------- | ------------------- | ------------------- | ------------------- | ------------------- | ------------------- | ------------------- |
| 1989 - 2005         | No participó        | No participó        | No participó        | No participó        | No participó        | No participó        | No participó        |
| 2007                | Cuarto lugar        | 4                   | 1                   | 0                   | 3                   | 3                   | 5                   |
| 2009                | No participó        | No participó        | No participó        | No participó        | No participó        | No participó        | No participó        |
| 2011                | No participó        | No participó        | No participó        | No participó        | No participó        | No participó        | No participó        |
| 2013                | Campeón             | 4                   | 4                   | 0                   | 0                   | 20                  | 0                   |
| 2015                | No participó        | No participó        | No participó        | No participó        | No participó        | No participó        | No participó        |
| 2017                | No participó        | No participó        | No participó        | No participó        | No participó        | No participó        | No participó        |
| 2019                | No participó        | No participó        | No participó        | No participó        | No participó        | No participó        | No participó        |
| 2023                | Fase de grupos      | 5                   | 3                   | 0                   | 2                   | 13                  | 7                   |
| Total               | 3/17                | 13                  | 8                   | 0                   | 5                   | 36                  | 12                  |

## Historial de Partidos
- Actualizado al 10 de junio de 2025.
- Incluye partidos no oficiales. (Juegos de las Islas del 2007, 2013 y 2023)

     más victorias
     igualado
     más derrotas
| Rival                   | Juegos | G  | E  | P   | GF  | GC  | DG  |
| ----------------------- | ------ | -- | -- | --- | --- | --- | --- |
| Åland                   | 1      | 1  | 0  | 0   | 2   | 0   | +2  |
| Anglesey                | 1      | 0  | 0  | 1   | 1   | 2   | -1  |
| Antigua y Barbuda       | 13     | 6  | 4  | 3   | 18  | 14  | +4  |
| Antillas Neerlandesas   | 1      | 1  | 0  | 0   | 4   | 0   | +4  |
| Aruba                   | 2      | 1  | 0  | 1   | 6   | 3   | +3  |
| Bahamas                 | 6      | 6  | 0  | 0   | 24  | 0   | +24 |
| Barbados                | 16     | 7  | 4  | 5   | 30  | 20  | +10 |
| Belice                  | 2      | 1  | 1  | 0   | 2   | 1   | +1  |
| Brunéi                  | 1      | 1  | 0  | 0   | 2   | 0   | +2  |
| Canadá                  | 10     | 0  | 4  | 6   | 5   | 22  | -17 |
| Costa Rica              | 1      | 0  | 0  | 1   | 1   | 2   | -1  |
| Cuba                    | 10     | 1  | 1  | 8   | 9   | 27  | -17 |
| Dinamarca               | 2      | 0  | 0  | 2   | 1   | 11  | -10 |
| Dominica                | 2      | 2  | 0  | 0   | 9   | 3   | +6  |
| El Salvador             | 6      | 3  | 1  | 2   | 10  | 8   | +2  |
| Estados Unidos          | 8      | 2  | 0  | 6   | 9   | 15  | -6  |
| Finlandia               | 1      | 0  | 0  | 1   | 0   | 2   | -2  |
| Frøya                   | 2      | 2  | 0  | 0   | 15  | 0   | +15 |
| Gibraltar               | 1      | 0  | 0  | 1   | 0   | 2   | -2  |
| Granada                 | 4      | 3  | 1  | 0   | 9   | 5   | +4  |
| Groenlandia             | 2      | 2  | 0  | 0   | 4   | 0   | +4  |
| Guatemala               | 3      | 0  | 2  | 1   | 0   | 1   | -1  |
| Guayana Francesa        | 4      | 1  | 1  | 2   | 2   | 7   | -5  |
| Guinea                  | 1      | 0  | 0  | 1   | 1   | 5   | -4  |
| Guyana                  | 6      | 1  | 1  | 4   | 6   | 9   | -3  |
| Haití                   | 11     | 1  | 3  | 7   | 7   | 20  | -13 |
| Honduras                | 3      | 0  | 0  | 3   | 4   | 13  | -9  |
| Islandia                | 4      | 1  | 0  | 3   | 7   | 12  | -5  |
| Islas Caimán            | 10     | 6  | 3  | 1   | 20  | 8   | +12 |
| Isla de Wight           | 1      | 0  | 0  | 1   | 1   | 2   | -1  |
| Islas Malvinas          | 1      | 1  | 0  | 0   | 8   | 0   | +8  |
| Isl. Vírg. Británicas   | 3      | 2  | 0  | 1   | 14  | 3   | +11 |
| Isl. Vírg. de los EEUU  | 1      | 1  | 0  | 0   | 6   | 0   | +6  |
| Jamaica                 | 11     | 0  | 4  | 7   | 7   | 18  | -11 |
| México                  | 7      | 1  | 0  | 6   | 4   | 23  | -19 |
| Montserrat              | 5      | 3  | 0  | 2   | 27  | 6   | +21 |
| Nicaragua               | 5      | 3  | 0  | 2   | 7   | 5   | +2  |
| Noruega                 | 2      | 0  | 0  | 2   | 1   | 6   | -5  |
| Panamá                  | 5      | 2  | 1  | 2   | 6   | 9   | -3  |
| Puerto Rico             | 5      | 1  | 1  | 3   | 5   | 6   | -1  |
| República Dominicana    | 6      | 3  | 0  | 3   | 12  | 14  | -2  |
| Santa Lucía             | 1      | 1  | 0  | 0   | 2   | 0   | +2  |
| Saint Martin            | 3      | 3  | 0  | 0   | 17  | 1   | +16 |
| San Cristóbal y Nieves  | 3      | 1  | 0  | 2   | 5   | 7   | -2  |
| San Vicente y las Grnd. | 4      | 1  | 1  | 2   | 9   | 11  | -2  |
| Sint Maarten            | 1      | 1  | 0  | 0   | 12  | 0   | +12 |
| Surinam                 | 1      | 0  | 0  | 1   | 0   | 6   | -6  |
| Trinidad y Tobago       | 16     | 4  | 5  | 7   | 19  | 31  | -12 |
| Venezuela               | 1      | 0  | 1  | 0   | 0   | 0   | 0   |
| Western Isles           | 1      | 0  | 0  | 1   | 0   | 1   | -1  |
| TOTAL                   | 217    | 77 | 39 | 101 | 370 | 360 | +10 |

## Palmarés

### Selección Mayor (Absoluta)
- Fútbol en los Juegos Panamericanos:
  -  Medalla de plata (1): 1967.
- Juegos Centroamericanos y del Caribe:
  -  Medalla de bronce (2): 1974 y 1978.
- Juegos de las Islas: (No oficial)
  -  Medalla de oro (1): 2013.